# Francisco Sardón
Francisco Javier Sardón de Taboada (Arequipa, 25 de junio de 1967) es un abogado y empresario peruano. Se desempeñó como gerente general de la filial peruana del grupo canadiense The Bank of Nova Scotia (Scotiabank).

## Biografía
Hijo mayor de Luis Sardón Cánepa y María Taboada de Sardón. Es tataranieto del político Pedro José Bustamante y Alvizuri. Hermano del también abogado José Luis Sardón
Se formó en el Colegio San José de su ciudad natal y entre 1985 y 1990 estudió derecho en la Universidad Católica de Santa María. Tres años más tarde se incorporó a la Universidad Adolfo Ibáñez de Chile, donde realizó un postítulo en administración de empresas. Complementó su formación en management en la Universidad de Harvard de los Estados Unidos en 2009.
Trabajó en Banco Wiese Sudameris como gerente de Banca Corporativa y Mercado de Capitales; en Standard Chartered Bank (Lima) como country manager, gerente general, gerente de Banca Corporativa y Mercado de Capitales; en Banco Financiero (Lima), como gerente financiero; en Cruz Blanca, Sociedad Agente de Bolsa (Lima), como gerente de negocios; y en Cruz Blanca, Corredores de Bolsa (Santiago), como trader de instrumentos de renta fija.
Se vinculó luego a Scotiabank, dirigiendo el negocio de banca corporativa y mercado de capitales de su filial peruana y, luego, la vicepresidencia sénior de la banca retail de su filial chilena.
Previo a su llegada a este último cargo lideró, por menos de tres meses, el Banco del Desarrollo, justo antes de su fusión efectiva con Scotiabank Sud Americano. En 2013 asumió la gerencia general y en 2021 pasó al mismo cargo en Scotiabank Perú.
Casado con la también peruana Lily Barrios Ferrero, nieta de Rómulo Ferrero Rebagliati, es padre de cuatro hijos.